# Персон, Аня
А́ня София Тесс Пе́рсон (швед. Anja Sofia Tess Pärson [ˈânːja sʊ²fiːa tes ˈpæ̌ːʂɔn]; 2 апреля 1981, Тернабю, коммуна Стуруман, лен Вестерботтен, Швеция) — шведская горнолыжница, олимпийская чемпионка 2006 года в слаломе, семикратная чемпионка мира, двукратная обладательница Кубка мира в общем зачёте.
Дважды (2006 и 2007) Аня была удостоена Золотой медали от шведской газеты Svenska Dagbladet, ежегодно вручаемой шведскому спортсмену или команде, добившихся наиболее выдающихся достижений (эта престижная медаль не может быть вручена одному спортсмену более 2 раз).
Завершила карьеру весной 2012 года.

## Биография

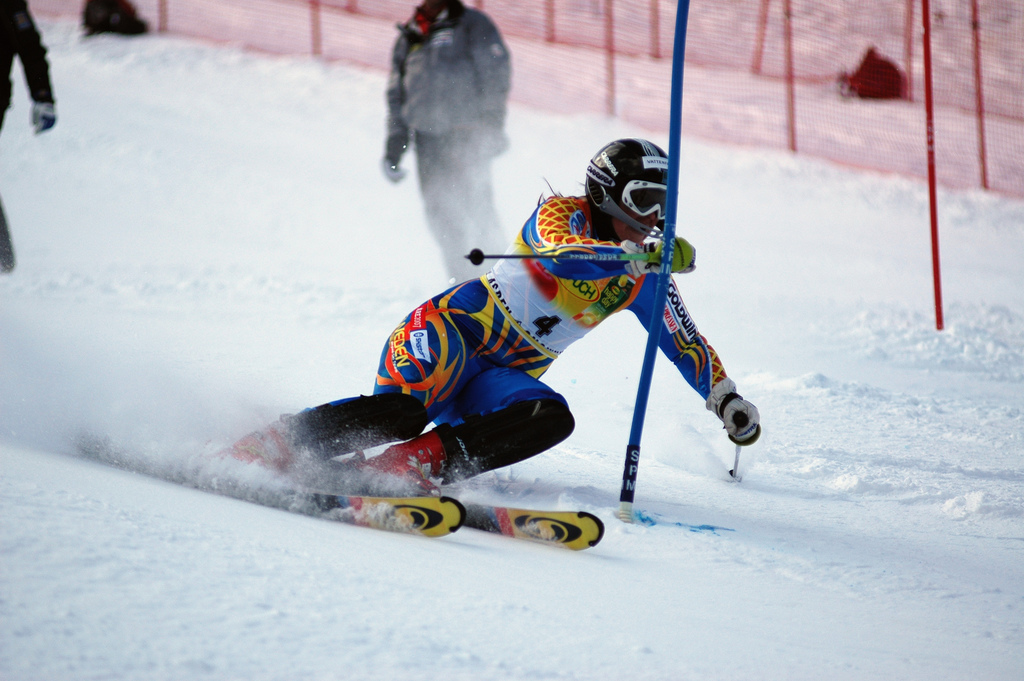
Аня Персон в Аспене в 2006 году

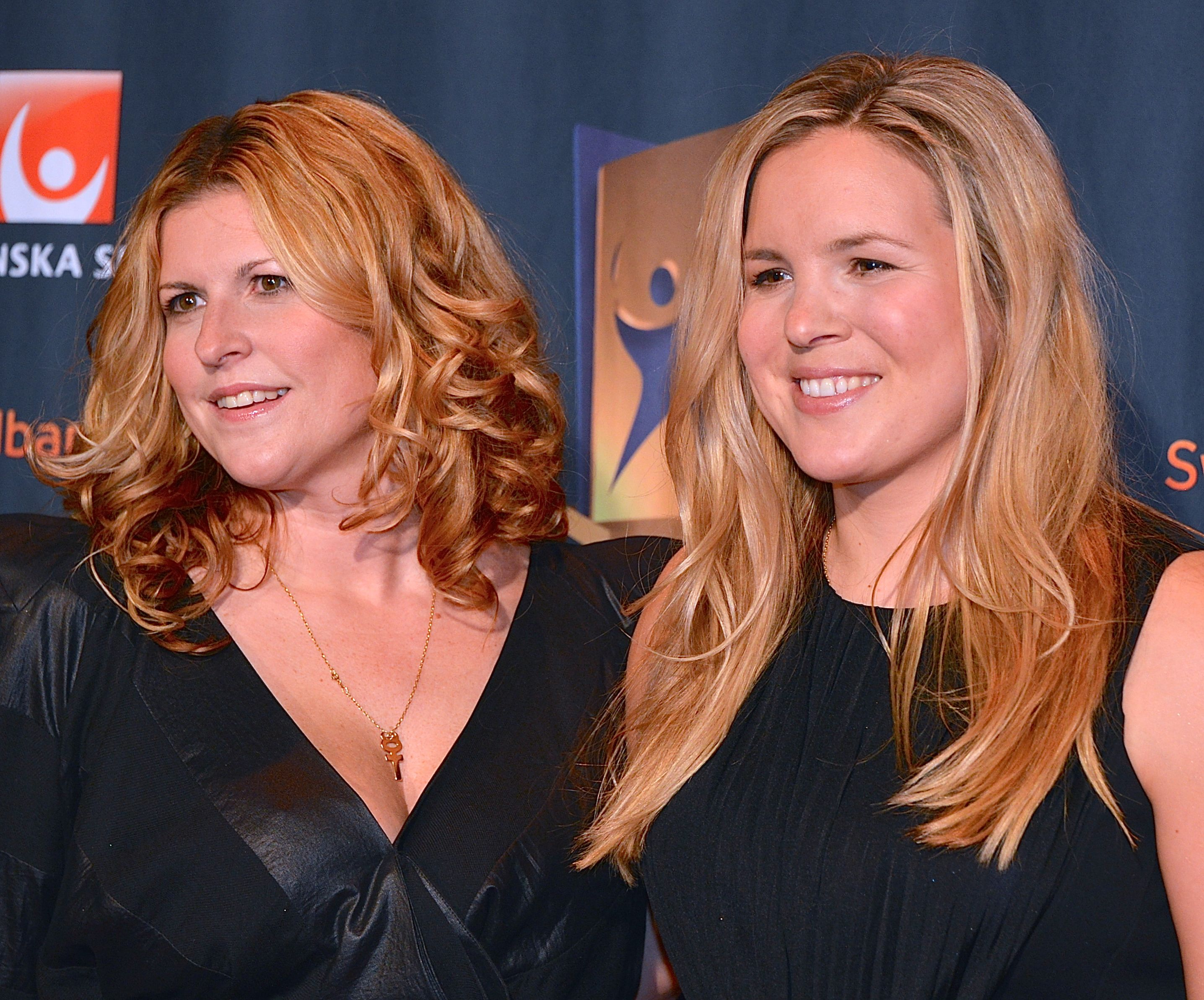
Аня Персон и Филиппа Родин в январе 2013 года

Имеет саамские корни. В горные лыжи Аня пришла, последовав примеру старшей сестры Фриды. Её тренером долгие годы был её отец Андерс. Дебют в кубке мира состоялся 15 марта 1998 года в швейцарском местечке Кран-Монтана в гигантском слаломе. К тому моменту она уже имела звание чемпионки мира среди юниоров. Первая победа в кубке мира была одержана 17-летней спортсменкой 3 декабря того года в американском Мэммот-Маунтине на слаломной трассе.
В 19 лет к спортсменке пришла первая победа на чемпионате мира: в австрийском Санкт-Антоне она первенствовала в слаломе. Всего же на её счету 7 золотых, 2 серебряных и 4 бронзовых медали мировых чемпионатов (по общему количеству наград чемпионатов мира Персон занимает второе место в истории горнолыжного спорта, уступая только звезде 1930-х годов немке Кристль Кранц). Персон является единственным горнолыжником в истории, имеющим титулы чемпиона мира во всех современных дисциплинах. На чемпионате мира 2007 года в шведском Оре завоевала медали в 5 из 6 дисциплин (включая командное первенство), оставшись без наград только в гигантском слаломе (сход во второй попытке), в котором она побеждала на чемпионатах мира 2003 и 2005 годов.
На Олимпийских играх была одержана только одна победа в слаломе в 2006 году в Турине, но также в активе имеются серебро и бронза Солт-Лейк-Сити и две бронзы Турина. В Турине Аня была знаменосцем сборной Швеции на церемонии открытия. В Ванкувере-2010 Аня, несмотря на серьёзное падение на самом финише трассы скоростного спуска, сумела через несколько дней выиграть бронзу в суперкомбинации. Персон стала третьей спортсменкой в истории, завоевавшей за карьеру не менее 6 олимпийских медалей в горнолыжном спорте после норвежца Хьетиля Андре Омодта (8 наград) и хорватки Яницы Костелич (6).
Всего за карьеру более 350 раз выходила на старт этапов Кубка мира и более 90 раз поднималась на подиум, одержав 42 победы. Занимает шестое место по количеству побед на этапах женского Кубка мира в истории и высшее среди всех скандинавских горнолыжниц.
10 лет прожила в Монако, после чего вернулась в Швецию.

### Личная жизнь
В июне 2012 года в интервью шведскому радио сообщила, что пять лет состоит в отношениях с женщиной, и их пара ожидает рождения ребёнка.
2 августа 2014 года 33-летняя Персон зарегистрировала официальный брак с 41-летней шведкой Филиппой Родин (швед. Filippa Rådin, владелица бутика) в городе Умео.
Аня родила двух сыновей — Элвис Диего (род. 4 июля 2012) и Максимилиан (род. 21 мая 2015).

## Результаты на крупнейших соревнованиях

### Зимние Олимпийские игры
| Олимпийские игры    | Скоростной спуск | Супергигант | Гигантский слалом | Слалом | Комбинация |
| ------------------- | ---------------- | ----------- | ----------------- | ------ | ---------- |
| 2002 Солт-Лейк-Сити | —                | —           | 2                 | 3      | —          |
| 2006 Турин          | 3                | 12          | 6                 | 1      | 3          |
| 2010 Ванкувер       | DNF              | 11          | 22                | DNF2   | 3          |

### Чемпионаты мира
13 медалей (7 золотых, 2 серебряные, 4 бронзовые)
| Чемпионат мира       | Скоростной спуск | Супергигант | Гигантский слалом | Слалом | Комбинация | Команды |
| -------------------- | ---------------- | ----------- | ----------------- | ------ | ---------- | ------- |
| 1999 Вейл/Бивер-Крик | —                | —           | DNF1              | DNF1   | —          | н/д     |
| 2001 Санкт-Антон     | —                | —           | 3                 | 1      | —          | н/д     |
| 2003 Санкт-Мориц     | —                | —           | 1                 | 4      | —          | н/д     |
| 2005 Санта-Катерина  | 7                | 1           | 1                 | DNF2   | 2          | 7       |
| 2007 Оре             | 1                | 1           | DNF2              | 3      | 1          | 2       |
| 2009 Валь-д’Изер     | 12               | DNF         | 15                | 9      | DNF DH     | н/д     |
| 2011 Гармиш          | 11               | 10          | 9                 | —      | 3          | 3       |

### Кубки мира

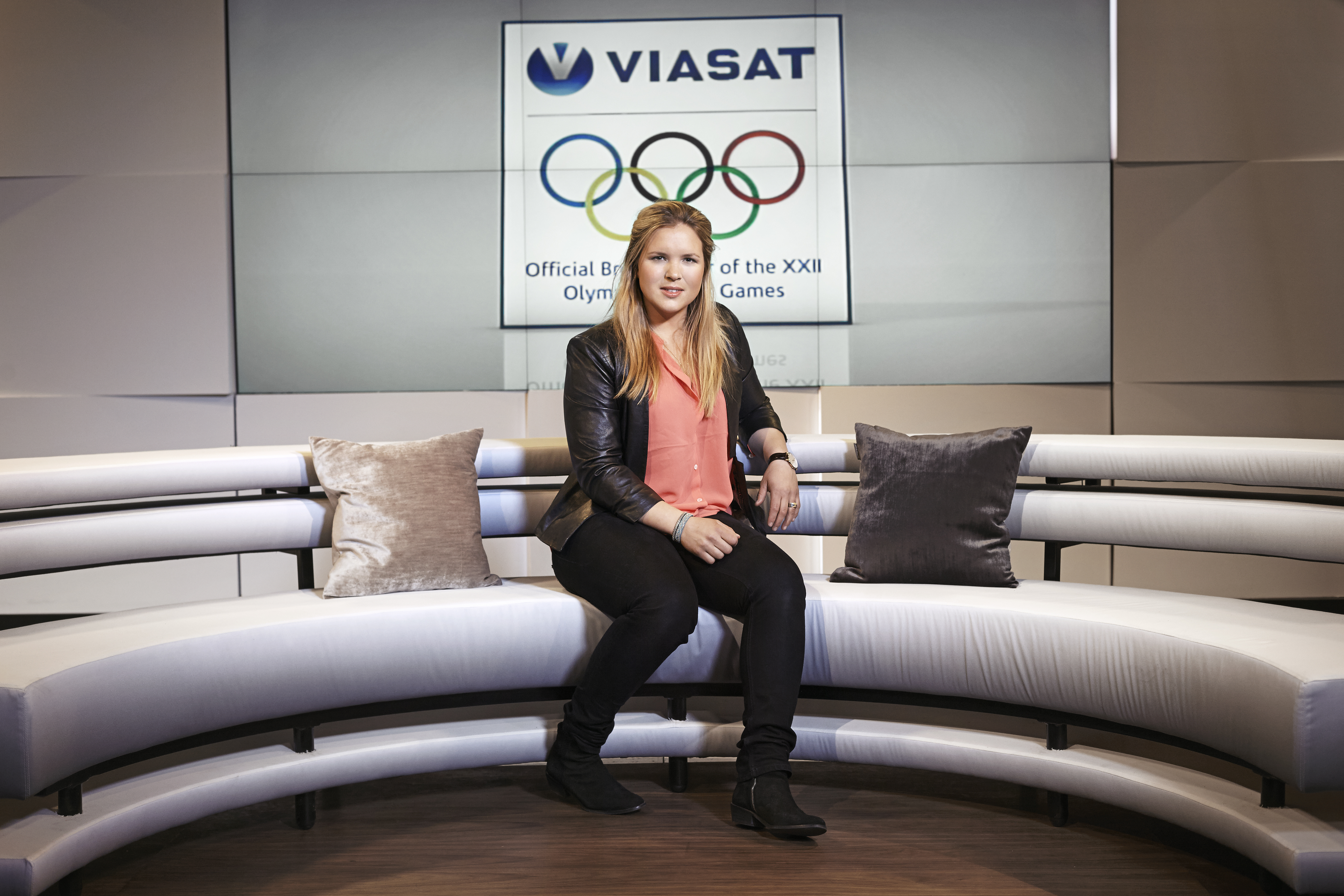
2013 год

#### Завоёванные Кубки мира
- Общий зачёт — 2 раза: 2004, 2005
- Гигантский слалом — 3 раза: 2003, 2004, 2006
- Слалом — 1 раз: 2004
- Комбинация — 1 раз: 2009

#### Победы на этапах Кубка мира (42)
- слалом — 18,
- гигантский слалом — 11,
- скоростной спуск — 6,
- супергигант — 4,
- комбинация/суперкомбинация — 3.